# NGC 1083
إن جي سي 1083 (بالفرنسية: NGC 1083)‏ التي يرمز لها بالرمز NGC 1083، هي مجرة، في كوكبة النهر.

## الاكتشاف
اكتشفت في 29 سبتمبر 1886، بواسطة لويس سويفت.